# Place Grace-Murray-Hopper
La place Grace-Murray-Hopper est une place publique quartier de la Gare du 13e arrondissement de Paris.

## Situation et accès
La place Grace-Murray-Hopper est desservie par les lignes 6 à la station Chevaleret et 14 à la station Bibliothèque François-Mitterrand.

## Origine du nom
Elle porte le nom de la pionnière de l'informatique américaine Grace Murray Hopper (1906-1992).

## Historique
La voie est créée dans le cadre de l'aménagement de la halle Freyssinet. Il est décidé d'encadrer celle-ci de deux places, l'une végétalisée au sud et l'autre minérale au nord : le parvis Alan-Turing. Son nom lui est donné en 2017 au Conseil du 13e arrondissement,. 
Une partie de la place est constituée par la terrasse de la trattoria La Felicità.

## Bâtiments remarquables et lieux de mémoire
- La Station F
- La Bibliothèque nationale de France - François Mitterrand